# Доклад Тагубы

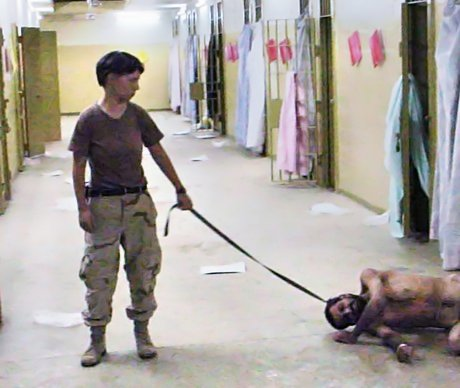
Линди Ингланд держит заключённого в ошейнике и на поводке

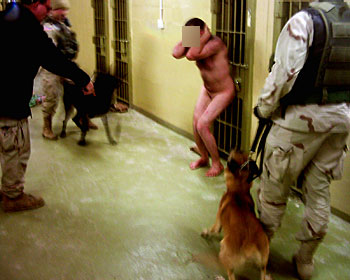
Американские солдаты натравливают собак на заключённого

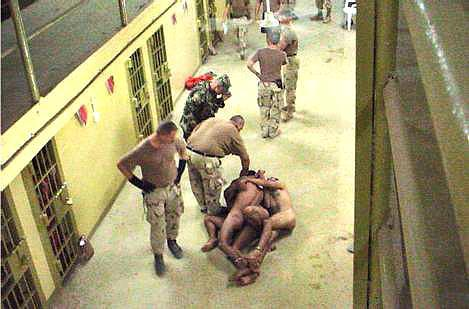
Голые заключённые на полу в коридоре тюрьмы

Доклад Тагубы (англ. Taguba Report) — секретный внутренний отчёт армии США о пытках заключённых в тюрьме Абу-Грейб, составленный генерал-майором Антонио Тагубой.
В докладе изложены результаты работы службы криминальных расследований армии США (CID) под руководством полковника Джерри Моселло. Было опрошено около 50 свидетелей, подозреваемых и заключённых. Следователи обнаружили множество фотографий и видеозаписей, на которых запечатлены издевательства над заключёнными в октябре-декабре 2003 года.
Антонио Тагуба писал:

Я обнаружил, что намеренные злоупотребления в обращении с заключёнными персоналом военной полиции включали в себя следующие действия:
- различные избиения заключённых: пинки, пощёчины, удары ногами по обнажённым ступням;
- фотографирование и видеосъёмки обнажённых заключённых мужского и женского пола;
- насильственное помещение заключённых в различные позы, имитирующие половой акт для фотографирования;
- принуждение заключённых к тому, чтобы они снимали с себя одежду и находились голыми несколько дней подряд;
- принуждение заключённых мужского пола к ношению женского нижнего белья;
- принуждение групп заключённых мужского пола к мастурбации, в то время как их фотографируют и снимают на видео;
- обнажённых заключённых мужского пола сваливали в кучу и потом прыгали по ним;
- обнажённого заключённого с надетым на голову пакетом помещали на упаковочный ящик, подсоединив к пальцам его рук и ног и к пенису провода для симуляции пыток электрошоком;
- прикрепляли цепь для собаки к ошейнику на шее обнажённого заключённого, женщина-охранник держала его при этом за цепь и позировала для фотографии;
- охранник совершал половой акт с заключённой;
- натравливали военных собак (без намордников) на заключённых, чтобы их запугать, по крайней мере в одном случае заключённый серьёзно пострадал от укусов;

Тагуба отмечал, что создание таких условий содержания было требованием военной разведки и других федеральных органов для проведения допросов.
Журнал Time писал, что служащим Пентагона было запрещено читать доклад Тагубы. Также запрещалось обсуждать тему с друзьями и членами семьи.